# Kritik an zwölf Philosophen
Kritik an zwölf Philosophen (chinesisch 非十二子, Pinyin Fēi shí'èr zǐ) ist der Titel des sechsten Kapitels des Buches von Meister Xun  (Xunzi). Um die Grundlagen für eine zentralisierte Staatsmacht zu legen, analysiert und kritisiert Xun in dem Kapitel die Theorien von zwölf Denkern der Vor-Qin-Zeit, und zwar Ta Ao und Wei Mou, Chen Zhong und Shi Qiu, Meister Mo (Mozi) und Song Jian, Shen Dao und Tian Pian, Hui Shi und Deng Xi, Zisi und Meister Meng (Mencius). Die Schrift endet mit einem Loblied auf die Lehre von Konfuzius und dessen Schüler Zigong.